# Carl Heinsohn

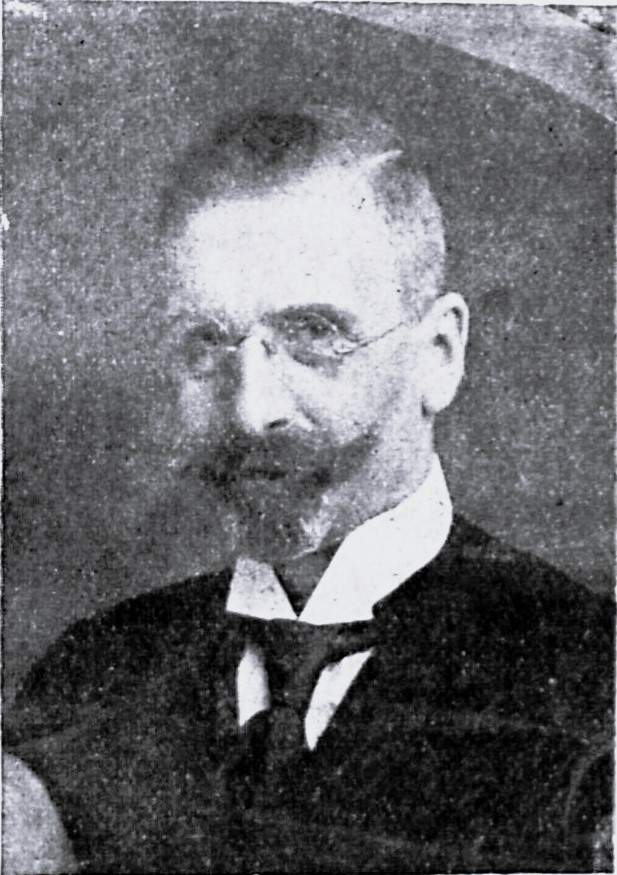
Senator Carl Heinsohn

Carl Andreas Georg Heinsohn (* 22. Februar 1872 in Lübeck; † 20. September 1962 ebenda) war ein deutscher Handwerksmeister und Senator der Hansestadt Lübeck.

## Leben

### Herkunft
Carl wurde als Sohn des Malermeisters Wilhelm Heinsohn geboren. Dieser hatte sich mit Therese verheiratet, außer ihm noch je zwei Söhne und Töchter und wohnte in der Johannisstraße Nr. 72.

### Laufbahn
Carl besuchte von 1878 bis 1886 die Lütgendorff-Leinburgsche Kunstschule, bevor er für vier Jahre Lehrling im Geschäft seines Vaters, der bereits über mehrere Jahre als Obermeister der Malerinnung in der Lübecker Bürgerschaft wirkte, war. Als Geselle war er danach über zehn Jahre in mehreren Städten Deutschlands und der Schweiz tätig. Ein Jahr hiervon war er Schüler des Professors Willibald Leo von Lütgendorff-Leinburg.
Wieder zurück in Lübeck, gründete er nach weiterer Tätigkeit im väterlichen Geschäft 1900 sein eigenes Malergeschäft.
Der Senat wählte am 13. Oktober 1906 nach § 2 des Gesetzes vom 3. Oktober 1906, betreffend die Erhebung einer Gewerbesteuer von dem Betriebe der Gast- oder Schankwirtschaft sowie des Weinhandels mit Branntwein oder Spiritus bei der zu bildenden Kommission, die die steuerpflichtigen Betriebe zum Zwecke der Erhebung der Gewerbesteuer in Klassen einzuteilen hatte, ihn, K. E. B. Schön, Ch. L. Haukohl, Max Thiele, W. Borguard und H. Th. J. Barbenderde als Bürgerliche Deputierte.
Erstmals wurde Heinsohn von 1911 bis 1921 in die Bürgerschaft gewählt. Während dieser Zeit gehörte er wiederholt dem Bürgerausschuss an. Seit 1915 war er Mitglied der Oberschulbehörde und seit 1918 der Betriebsbehörde. Nachdem er am 10. Februar 1924, nun als Mitglied der Deutschen Volkspartei (DVP), wieder in die Bürgerschaft gewählt worden war, wurde er mit großer Mehrheit am 3. März des Jahres von ihr als erster Stellvertreter des Wortführers, Gustav Ehlers, in ihr Präsidium gewählt. 
Seit 1921 gehörte Heinsohn der Lübecker Gewerbekammer an und wurde am 1. April 1925 zu deren Vizepräses erwählt.
Des Weiteren war er seit 1919 Vorsitzender des Handwerkerbundes, seit 1918 Obermeister der Malerinnung, seit 1919 Vorstandsmitglied des „Reichsbundes für das deutsche Malergwerbe Gau Nord“ und 1920 zum Vorsitzenden des Lübecker „Lübecker Handwerkerbundes“. 
Am 27. April 1925 wurde der erste Stellvertreter des Bürgerschaftswortführers, der Malermeister Carl Heinsohn, zum nebenamtlichen Senator erwählt. Mit dieser Wahl wurde ein alter Wunsch des Lübecker Handwerks – denn er war der erste Lübecker Senator jenes Standes – erfüllt. Im Zuge der Gleichschaltung des Lübecker Senats 1933 durch die Nationalsozialisten sollte er dieses Amt innehaben. Heinsohn trat am 13. März 1933 als Senator zurück.
Er gehörte als Freimaurer der Lübecker Loge zum Füllhorn an. Sein Sohn Helmuth Heinsohn war Maler und Graphiker in Hamburg.